# Derrick Adkins
Derrick Adkins (Brooklyn, 2 juli 1970) is een Amerikaanse oud-atleet, die was gespecialiseerd in het hordelopen.

## Loopbaan
In 1991 won Adkins goud op de 400 meter horden tijdens de Universiade. Later dat jaar kwalificeerde hij zich voor de WK van 1991. Adkins kon zich kwalificeren voor de finale van de 400 meter horden. In deze finale eindigde Adkins 6e in een tijd van 49,28 seconden.  Ook in 1993 was Adkins de beste in de finale van de 400 meter horden op de Universiade. In de finale van de 400 meter horden op de WK van 1993 eindigde Adkins 7e. In 1994 behaalde Adkins zijn eerste internationale overwinning dankzij winst op de 400 meter horen tijdens de Goodwill Games in Sint-Petersburg.
Daarna kende Adkinds zijn topjaren in 1995 en 1996. In 1995 nam hij deel aan de WK in Göteborg. Na zowel winst in de reeksen als in de halve finale verscheen Adkins als favoriet aan de start van de finale van de 400 meter horden. In deze finale liep Adkins in een tijd van 47,98 seconden naar de wereldtitel, voor zijn Zambiaanse rivaal en voormalig wereldkampioen Samuel Matete. Ook in 1996 vochten Adkins en Matete diverse duels uit op de 400 meter horden. Op de Olympische Spelen van 1996 in Atlanta behaalde Adkins de Olympische titel. Met een tijd van 47,54 seconden was hij 0,24 seconden sneller dan Matete. Zijn landgenoot Calvin Davis liep naar de bronzen medaille.
Nadien zou Adkins amper nog noemenswaardige resultaten behalen. In 2017 maakte hij bekend dat hij, als gevolg van chronische depressie, medicatie moest nemen die zijn prestaties niet bevorderden. In 2002 beëindigde Adkins zijn professionele loopbaan.

## Titels
- Olympisch kampioen 400 m horden - 1996
- Wereldkampioen 400 m horden - 1995
- Amerikaans kampioen 400 m horden - 1994, 1995
- Pan-Amerikaans jeugdkampioen 400 m horden - 1989

## Persoonlijke record
Outdoor
| Onderdeel    | Prestatie | Datum         | plaats     |
| ------------ | --------- | ------------- | ---------- |
| 100 m        | 10,48 s   | 10 juli 1994  | Padua      |
| 400 m        | 46,42 s   | 22 maart 1997 | Tuscaloosa |
| 110 m horden | 13,69 s   | 2 mei 1992    | Starkville |
| 400 m horden | 47,54 s   | 5 juli 1995   | Lausanne   |

Indoor
| Onderdeel | Prestatie | Datum           | plaats   |
| --------- | --------- | --------------- | -------- |
| 400 m     | 46,37 s   | 5 maart 1994    | Atlanta  |
| 500 m     | 1.01,70   | 3 februari 1995 | New York |

## Palmares

### 400 m horden
- 1989:  Pan-Amerikaanse jeugdkampioenschappen - 50,92 s
- 1991:  Universiade - 49,01 s
- 1991: 6e WK - 49,28 s
- 1993:  Universiade - 49,35 s
- 1993: 7e WK - 49,07 s
- 1994:  Goodwill Games - 47,86 s
- 1994:  Grand Prix Finale - 48,05 s
- 1995:  WK -47,98 s
- 1996:  Grand Prix Finale - 48,63 s
- 1996:  OS - 47,54 s
- 1997: 5e in ½ fin. WK - 48,95 (blessure)

1900: John Tewksbury ·
1904: Harry Hillman ·
1908: Charles Bacon ·
1920: Frank Loomis ·
1924: Morgan Taylor ·
1928: David Burghley ·
1932: Bob Tisdall ·
1936: Glenn Hardin ·
1948: Roy Cochran ·
1952: Charles Moore ·
1956: Glenn Davis ·
1960: Glenn Davis ·
1964: Rex Cawley ·
1968: David Hemery ·
1972: John Akii-Bua ·
1976: Edwin Moses ·
1980: Volker Beck ·
1984: Edwin Moses ·
1988: André Phillips ·
1992: Kevin Young ·
1996: Derrick Adkins ·
2000: Angelo Taylor ·
2004: Félix Sánchez ·
2008: Angelo Taylor ·
2012: Félix Sánchez ·
2016: Kerron Clement ·
2020: Karsten Warholm ·
2024: Rai Benjamin
1983 Edwin Moses ·
1987 Edwin Moses ·
1991 Samuel Matete ·
1993 Kevin Young ·
1995 Derrick Adkins ·
1997 Stéphane Diagana ·
1999 Fabrizio Mori ·
2001 Félix Sánchez ·
2003 Félix Sánchez ·
2005 Bershawn Jackson ·
2007 Kerron Clement ·
2009 Kerron Clement ·
2011 David Greene ·
2013 Jehue Gordon ·
2015 Nicholas Bett ·
2017 Karsten Warholm ·
2019 Karsten Warholm ·
2022 Alison dos Santos ·
2023 Karsten Warholm